# Denizlispor
Maillots

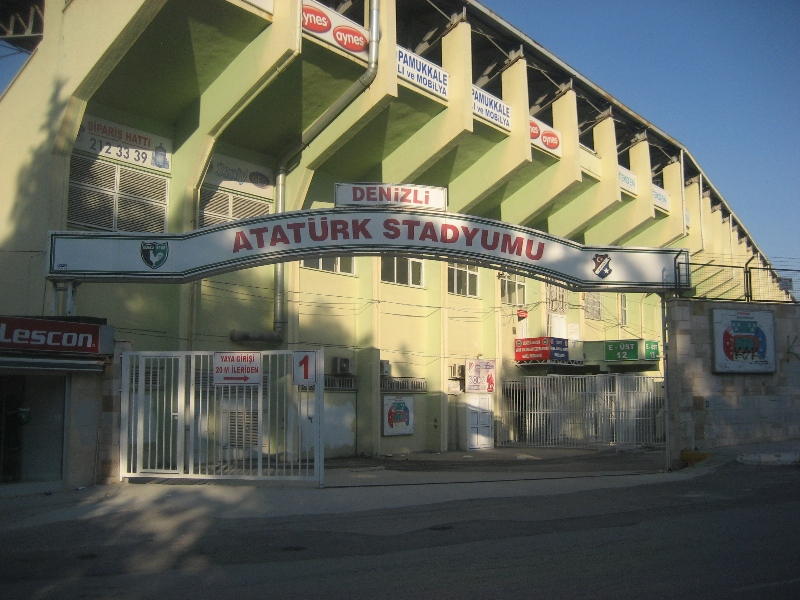
Stade Denizli Atatürk

Denizlispor est un club turc de football basé à Denizli et fondé en 1966. Il joue au stade Atatürk de Denizli.

## Historique
Relégué en 1.Lig à l'issue de la saison 2009-2010, le Denizlispor reste neuf saisons en deuxième division. Il est sacré champion en 2019 et retrouve l'élite.

### Dates
- 1966 : Fondation du club et statut professionnel
- 1983 : 1re participation en Spor Toto Süper Lig
- 1992 : 1re participation en 1.Lig
- 2002 : 1re participation à une Coupe d'Europe (C3, saison 2002/03), 1er tour contre le FC Lorient
- 2019 : Champion de 1.Lig (premier titre national)

## Palmarès et statistiques

### Palmarès
| Compétitions nationales | Compétitions internationales |
| - Championnat de Turquie : - Meilleur classement : 5e en 2002 et 2004 - Championnat de Turquie de deuxième division (2) : - Champion en 1983 et 2019 - Coupe de Turquie (4) : - Demi-finaliste : 1985, 2002, 2005, 2006 | - Coupe UEFA/Ligue Europa (0) : - 1 participation. - Meilleur parcours : 1/8e de finale (4e tour) en 2002-03 - Coupe Intertoto (0) : - 1 participation. - Meilleur parcours : (1er tour) 2001-02. |

### Parcours en championnat
- Spor Toto Süper Lig : 19 saisons

1983-1988, 1994-1997, 1999-2010, 2019-
- PTT 1. Lig : 13 saisons

1992-1994, 1997-1999, 2010-2019
- Spor Toto Süper 2. Lig  : 21 saisons

1966-1983, 1988-1992

## Sponsors
| Saison    | Sponsor maillot     |
| --------- | ------------------- |
| 1983–1987 | Emsan               |
| 1987–1991 | Ofas                |
| 1991–1993 | VakıfBank           |
| 1993–1997 | SuperTon ve Kinetix |
| 1997–1998 | Akça                |
| 1998–1999 | Evita               |
| 1999–2000 | Sümerbank           |
| 2000–2001 | Denizlispor Koleji  |
| 2001–2002 | Evita               |
| 2002-2003 | Vestel ve Denizbank |
| 2003–2010 | Turkcell            |
| 2010-2013 | Bank Asya           |
| 2014-2015 | Tekden              |
| 2015-2016 | Zorlu Enerji        |
| 2016-2017 | Lezita              |

| Saison    | Équipementier  |
| --------- | -------------- |
| 1993–1995 | Umbro          |
| 1995–1997 | Asics          |
| 1997–1998 | Puma           |
| 1998–1999 | Adidas         |
| 1999–2001 | Puma           |
| 2001–2003 | Adidas         |
| 2003–2004 | Puma           |
| 2004–2006 | Le Coq Sportif |
| 2006–2008 | Kappa          |
| 2008–2013 | Lescon         |
| 2013-2015 | Umbro          |
| 2015-2017 | Nike           |
| 2017-2018 | Barex          |
| 2018-2020 | Nike           |
| 2020-     | Kappa          |

## Évolution du blason
Au milieu du logo du club est représenté le symbole de la ville, le Coq de Denizli (en turc = Denizli Horozu).

## Personnalités du club

### Entraîneurs[4]
| - Altan Santepe (1966-1969) - Doğan Emültay (1969-1972) - İnanç Toker (1972-1973) - İsmail Kurt (1973-1974) - Melih Garipler (1974-1975) - Seracettin Kırklar (1975-1976) - İnanç Toker (1976-1977) - Şükrü Ersoy (1977-1978) - Melih Garipler (1978-1979) - Mustafa Özkula (1979-1981) - Refik Özvardar (1981-1982) - Halil Güngördü (1982-1983) - Doğan Andaç (1982-1983) - Nevzat Güzelırmak (1983-1985) - Özkan Sümer & Ilie Datcu (1985-1986) - Nihat Atmaca (1986-1987) - Zeynel Soyuer (1987-1988) - Fethi Demircan (1988-1989) - Nihat Atacan (1989-1990) - Bülent Ünder (1990-1991) - Behzat Çınar (1991-1992) - Melih Garipler (1991-1992) - İvan Küçükov (1992-1993) - Gündüz Tekin Onay (1992-1993) - Ömer Kaner (1993-1994) - Ümit Kayıhan (1994-1996) - Behzat Çınar (1996-1997) - Melih Garipler (1996-1997) - Raşit Çetiner (1997-1998) - Ersun Yanal (1998-2000) - Tevfik Lav (2000-2001) - Yılmaz Vural (2000-2001) - Sakıp Özberk (2001-2002) | - Rıza Çalımbay (2001-2003) - Giray Bulak (2002-2005) - Nurullah Sağlam (2006) - Faruk Hadžibegić (2006) - Güvenç Kurtar (2006-2008) - Ali Yalçın (2008) - Ümit Kayıhan, hakan kutlu (2009) - Hamza Hamzaoğlu (2010) - Kenan Atik (2010) - Serhat Güler (2010) - Güvenç Kurtar (2011) - Osman Özköylü (2011) - Engin İpekoğlu (2012) - Selahattin Dervent (2012) - Özcan Bizati (2012) - Serdar Dayat (2013) - Yusuf Şimşek (2013) - Özcan Bizati (2013-14) - Engin İpekoğlu (2014) - Mehmet Altinparmak (2014-15) - Koray Palaz (2016) - Ali Tandoğan (2016-2017) - Reha Kemal Erginer (2017-2018) - Fatih Tekke (2018) - Yücel Ildiz (2018-2019) - Mehmet Özdilek (2019-2020) - Bülent Uygun (2020) - Robert Prosinečki (2020) - Kenan Atik (2020) - Yalçın Koşukavak (2020) - Hakan Kutlu (2020) - Ali Tandoğan (2020) |

### Joueurs
- Güray Vural
- Recep Niyaz